# Ada van Zelm
Ada van Zelm is een Nederlands kunstenaar en illustrator.
Ada van Zelm is autodidact en schildert en tekent al vanaf haar vroege jeugd. Ze experimenteerde met olieverf en maakte in het begin veel potlood- en pentekeningen. Voornamelijk portretten, dieren, landschappen en kindertekeningen. In 1985 maakte Ada van Zelm haar eerste aquarel van een bloeiende kamperfoelie. Ze was toen voorgoed gegrepen door het aquarelleren.
Kunstenares Ada van Zelm was jarenlang bevriend met de kunstenaar Perdok. Zij heeft zich in haar werk zeker door hem laten inspireren.
Perdok (1913) behoort tot de schilders van het magisch realisme. 

## Illustraties
In 1990 illustreerde Ada van Zelm het eerste boek van de auteur Maarten Rood. Tot 2007 illustreerde ze meer dan 20 boeken in allerlei genres, voornamelijk dichtbundels. Ook was Ada van Zelm tien jaar lang illustrator voor het tijdschrift Libelle (1990 - 2000).

## Schilderwerk
Het schilderwerk van Ada van Zelm neemt de laatste jaren in omvang toe. Was in het begin vooral de natuur haar inspiratiebron, sinds 1995 schildert ze ook alledaagse dingen en fantasietaferelen. Het zijn aquarellen met een soms diepere dimensie. Zowel qua stijl als onderwerpen is er veel variatie in haar werk.  
Haar werk kan worden gerekend tot het fantastisch realisme of de figuratieve kunst.

## Exposities
In 2002 vond een overzichtsexpositie plaats in het Westfries Museum te Hoorn.
- International Standard Name Identifier: 0000 0003 9739 0801
- Nederlandse Thesaurus van Auteursnamen: 074811169
- RKD-Nederlands Instituut voor Kunstgeschiedenis: 95067
- Virtual International Authority File: 306175431
- WorldCat: E39PBJjdcc3qrGy9xyGQTyj9jC